# Chebský pogrom
Chebský pogrom proti Židům vypukl v Chebu v roce 1350. Tehdy, poté co skončilo velikonoční kázání v minoritském kostele, se rozlícený dav rozhodl vybít zdejší židovskou komunitu. Jejich majetek pak byl rozkraden, či zkonfiskován městem.
To ale přineslo Chebu velké starosti, neboť Karel IV. považoval za své poddané i Židy, a tak došlo k tomu, že Cheb musel zaplatit Karlu IV. velké odškodné. Ten týden po pogromu přijel do Chebu a udělil mu pardon.
Hned v roce 1350 se však Židé začali do Chebu vracet. Území, na kterém před pogromem žili, bylo omezeno jen na jednu stranu Židovské ulice. Ovšem poté, co město polevilo v kontrolách, se Židé rozšířili i na druhou stranu ulice.
Chebská městská rada nakonec pogromu využila. Dosáhla u císaře omezení či zákazu provozu některých řemesel, jejichž příslušníci se pogromu účastnili. Tím rada zajistila, aby se jisté vrstvy obyvatelstva nedostaly do správy města.
Někteří zabití Židé byli dle povídek, které se v Chebu předávají z generace na generaci, místních obyvatel pohřbeni v okolí Chebského hradu a Jánského náměstí.  
Jedno pohřebiště je na území Svobodné chebské školy na místě pískového hřiště, které škola využívá pro tělesnou výchovu svých žáků. Dalším známým místem pohřebiště v okolí Chebu je hřbitov u vesnice Malá Šitboř.[nenalezeno v uvedeném zdroji]